# افیون قره‌حصار
افیون قره‌حصار یکی از شهرهای ترکیه است. این شهر مرکز استان افیون قره‌حصار است.
این شهر در ۳۵۵ کیلومتری آنکارا و در همسایگی شهرهای قونیه و آنتالیا می‌باشد. این شهر در صنعت و کشاورزی ترکیه سرآمد است.
| افیون | افیون |
| ----- | ----- |

جمعیت این شهر ۱۷۴٬۰۰۰ می‌باشد.
افیون یکی از بزرگترین تولیدکننده‌های سنگ مرمر در ترکیه می‌باشد و همچنین به شهر خامه و سوجوک و شیرینی معروف هست.
این شهر همچنین بزرگترین مرکز تولید تریاک دارویی در جهان است.
یکی از ۵ مسجد قدیمی ترکیه که در فهرست میراث جهانی قرار گرفته است،‌در این شهر قرار دارد.

## شهرهای خواهرخوانده
- هام، آلمان، از سال ۲۰۰۶
- مسقط، عمان، از ۵ اوت ۲۰۱۱
- خرم‌آباد، ایران از ۲۰۱۵